# Eutreta distincta
Eutreta distincta är en tvåvingeart som först beskrevs av Ignaz Rudolph Schiner 1868.  Eutreta distincta ingår i släktet Eutreta och familjen borrflugor. Inga underarter finns listade i Catalogue of Life.